# Sergeý Skorıx
Sergeý Aleksandrovïç Skorıx (in kazako Сергей Александрович Скорых?; in russo Сергей Александрович Скорых?, Sergej Aleksandrovič Skorych; Petropavl, 25 maggio 1984) è un calciatore kazako, centrocampista dello Shahter Qaraǵandy.